# Bezsenność (album Rudego MRW)
Bezsenność – drugi studyjny album polskiego rapera Rudego MRW. Został wydany na początku grudnia 2009 roku nakładem wytwórni JMM Records. Za produkcję muzyczną odpowiadali Bojar, DNA, Hatek, Fresz, Słoń, $wir i RX, natomiast gościnnie wystąpili między innymi Skazani na Sukcezz, Fabuła, 1z2 czy Młody M.
Oprawą graficzną okładki zajął się Lis Kula, a Marcin Szambelan zadbał o oprawę zdjęciową.

## Lista utworów
Źródło.
1. "Intro (Dziennik)"
2. "Kto, Jak Nie My" (gościnnie: Fabuła)
3. "Bez Wyjścia"
4. "Bezsenność"
5. "Stąd To Jest" (gościnnie: Emazet)
6. "Warszawski" (gościnnie: Ana)
7. "Przetrwać" (gościnnie: 1z2)
8. "Ból Mija, Duma Jest Wieczna"
9. "Miasto Zbrodni" (gościnnie: Rademenes)
10. "Oddycham (gościnnie: Ana)
11. "KMWTW" (gościnnie: Młody M)
12. "Pachniesz Tak Dobrze 2"
13. "Oszalej" (gościnnie: Skazani Na Sukcezz)
14. "Miejska Legenda"
15. "Beton Spija Łzy" (gościnnie: Pih)
16. "Stąd To Jest (Słoń Remix)" (gościnnie: Emazet)